# 卢氏城隍庙
卢氏城隍庙，是位于中华人民共和国河南省三门峡市卢氏县境内的一个古代建筑。城隍庙于明朝初年建造。

## 现状
中华人民共和国成立以来，卢氏城隍庙多次被文物部门拨款维修。卢氏城隍庙在1986年成为河南省文物保护单位，2013年成为全国重点文物保护单位。目前，卢氏城隍庙可以免费进入参观。